# Peperomia lanceolata
Peperomia lanceolata är en pepparväxtart som beskrevs av C. Dc.. Peperomia lanceolata ingår i släktet peperomior, och familjen pepparväxter. Inga underarter finns listade i Catalogue of Life.